# Julia Pawłowska
Julia Zofia Pawłowska- polska mykolog i filogenetyk; doktor habilitowana nauk biologicznych.

## Życiorys
W 2008 ukończyła biotechnologię na Uniwersytecie Warszawskim. Doktorat obroniła 25 lutego 2013 dysertacją Zróżnicowanie endofitów grzybowych u pierwotnych roślin lądowych, przygotowaną pod kierunkiem prof. Bożeny Barbary Zakryś. Laureatka Medalu Eliasa Magnusa Friesa przyznawanego przez International Mycological Association w 2024. Otrzymała stypendium MNiSW dla wybitnych młodych naukowców w 2019 oraz Nagrodę Dydaktyczną Rektora Uniwersytetu Warszawskiego w 2022. W latach 2012-2020 była sekretarzem, a 2020-2024 Prezesem Polskiego Towarzystwa Mykologicznego. Habilitowała się 20 lutego 2023 roku pracą Analiza czynników kształtujących zmienność fenotypową Mucoromycota w kontekście danych filogenetycznych.

## Publikacje
Autorka kilkudziesięciu publikacji o tematyce mykologicznej, których wykaz można znaleźć na stronie: https://orcid.org/0000-0003-4914-5182